# 시부사시라즈

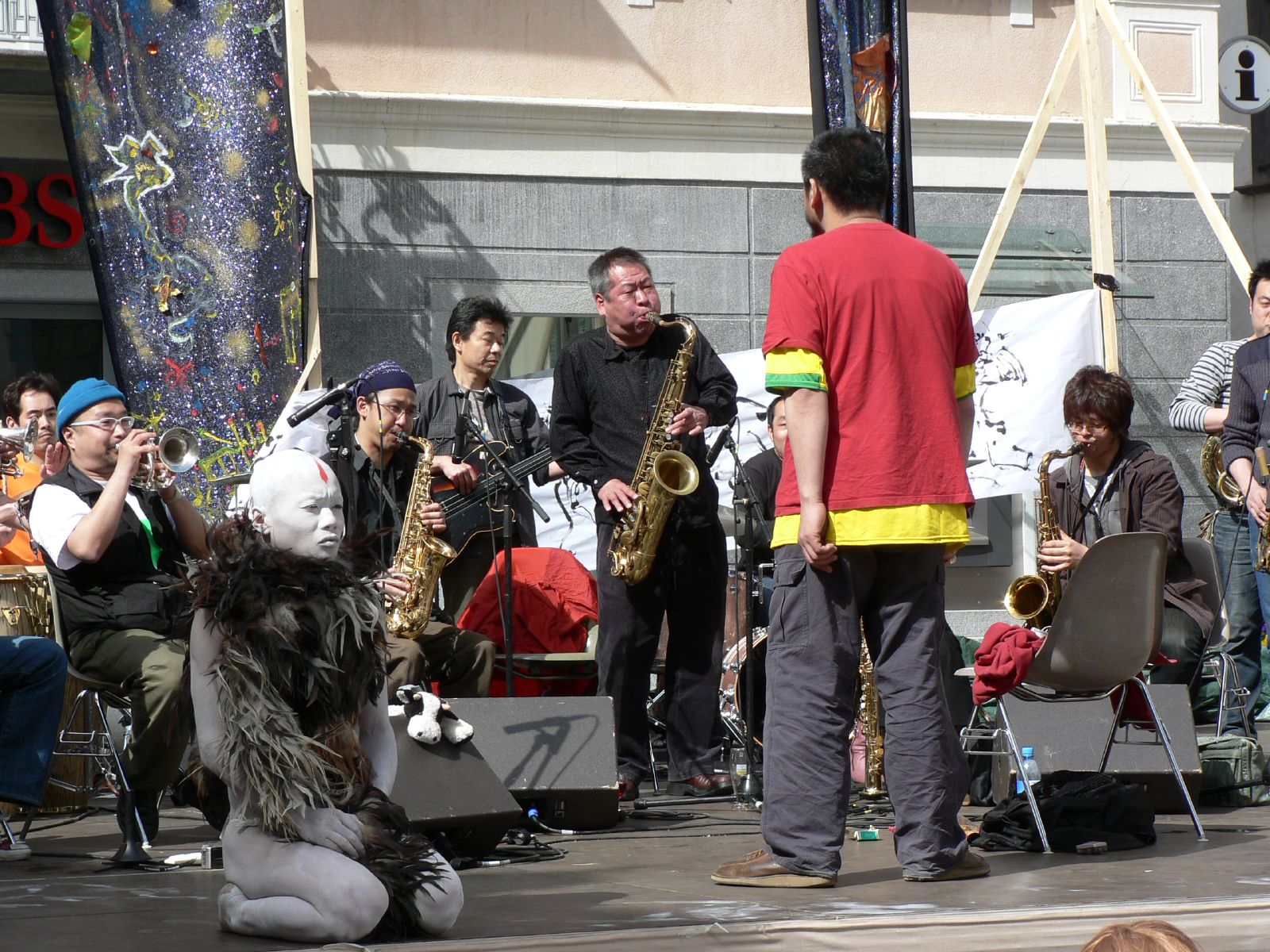

시부사시라즈(渋さ知らズ, しぶさしらズ)는 후와 다이스케를 중심으로 한 일본의 빅밴드 재즈 프로젝트이다. 약칭은 시부사이다.
1989년에 결성되었다. 처음부터 빅밴드를 지향했고 댄싱팀까지 있었다. 요요기를 중심으로 공연을 시작했으며 처음부터 다수의 재즈 뮤지션들이 들락거렸다. 1993년에 앨범을 내고 일본 서부까지 공연을 확대해나간다. 언더그라운드 뿐 아니라 해외 공연도 하다가 2001년에 후지 록 페스티벌에 참가하고 라이브 「渋旗」를 발매했다. 2006년에 베스트 「渋全」을 에이벡스 그룹에서 내며 메이저 데뷔했다.

## 개요
1989년 언더그라운드 연극 음악을 의뢰받은 후와 다이스케가 객석도 텅텅 비었는데 밴드맨이나 많이 모아 채우고 싶다는 제안을 받고 결성했다. 키치조지에서 첫 공연을 가지고 댄싱팀 뉴보시라즈(乳房知らズ)까지 구성했다. 재즈, 록 음악, 댄스뮤직까지 다채로운 음악을 가진 팀으로 발전한다. 1990년 요요기 지하활동이라는 이름으로 일련의 라이브를 진행한다.
멤버들의 이합집산(사망자 포함)하며 활동하다가 1993년에 앨범을 처음 냈다. 무대미술가도 멤버에 포함되어 무대에 거대한 오브제가 등장하기도 한다. 간사이 쪽으로 활동 무대를 넓히고 교토 대학을 비롯해 여러 대학에서 공연도 적극적으로 진행했다.
1994년에는 천막 공연을 했으며 1995년에야 첫번째 스튜디오 앨범이 나온다. 1997년부터는 2세대 재즈 뮤지션들이 참가하기 시작했다.
1998년엔 월드투어를 실시해서 유럽과 한국에서 공연했다. 2001년 후지 록 페스티벌에서 연주해 높은 평가를 받았다. 그 라이브를 수록한 삽기는 자켓을 만화가 시리아가리 코토부키가 맡아 화제가 되었다.
2002년 이후 인기가 올라 100명 이상의 공연장에서 공연하게 되었으며 2005년에는 천막 공연을 담은 영상물 天幕〜宇宙を駆ける〜가 발표되었다.
중심인물 후와 다이스케가 재즈 베이시스트라서 재즈로 분류하는 경우가 많지만 관악파트를 비롯해 전위 예술적인 시도와 진돈야 연주 등이 있다. 또 기타 키보드 (악기) 등 록 음악 요소도 많이 있다. 단서도 카바레 댄서, 암흑무도가, 삼바 댄서 등 배경도 다양하다.
시부사의 음악은 대부분 연주곡이고 단순한 연주를 서서히 쌓아올려 음을 구축하는 구성이 많지만 혼돈으로 빠져들어 무슨 연주를 하고있는지 파악하기 어려운 곡들도 많다. 곡명도 개성적이며 의미불명인 경우가 많다. 코러스도 단순하고 관객들과 함께 라라라를 반복한다거나 하는 식으로 하이라이트를 만들어간다.

## 참여 멤버들
- 우치하시 카즈히사
- 요시가키 야스히로
- 카츠이 유지
- 이마와노 키요시로
- 우메즈 카즈토키
- 야마시타 요스케
- 오토모 요시히데
- 키도 나츠키
- 야마모토 세이치

외 다수

## 앨범
- 「渋さ道」ライブ盤（1993 ナツメグ　→再発：1996/8/31　地底レコード　B-7F）
- 「DETTARAMEN」ライブ盤(1993 ナツメグ　→再発：1996/12/21　地底レコード　B-8F)
- 「SOMETHING DIFFERENCE」ライブ盤（1994/6/1　地底レコード　B-1F）
- 「BE COOL」スタジオ盤（1995/4/10　地底レコード　B-3F）廃盤
- 「渋祭」ライブ盤（1997　地底レコード　B-9F）
- 「BE COOL」（リマスター）スタジオ盤（1998　地底レコード　B-13F）B-3F のリマスター盤
- 「渋龍」ライブ盤（1999/5/1　地底レコード　B-14F）
- 「渋旗」ライブ盤（2001/12/20　地底レコード　B-21F）
- 「渋星」スタジオ盤（2004/1/18　地底レコード　B-33F）
- 「BOYCOTT RHYTHM MACHINE」オムニバス盤（2004/12/15　vinylsoyuz　VSAC-2002）1曲収録
- 「Lost Direction」ライブ盤(2005/10/30　Moers Music 03016 CD/地底レコード　B-38F)
- 「渋全」ベスト盤(2006/1/11　avex io　IOCD-20133)
- 「渋響」スタジオ盤(2007/1/10　avex io　IOCD-20200) SACDハイブリッド　廃盤
- 「巴里渋舞曲」ライブ盤（2008/11/16　地底レコード　B-41F/42F）CD2枚組
- 「渋夜旅」スタジオ盤（2010/03/07　プランクトン・レーベル　VIVO-103）